# Tam Điệp, Ninh Bình
Tam Điệp là một phường thuộc tỉnh Ninh Bình, Việt Nam.

## Địa lý

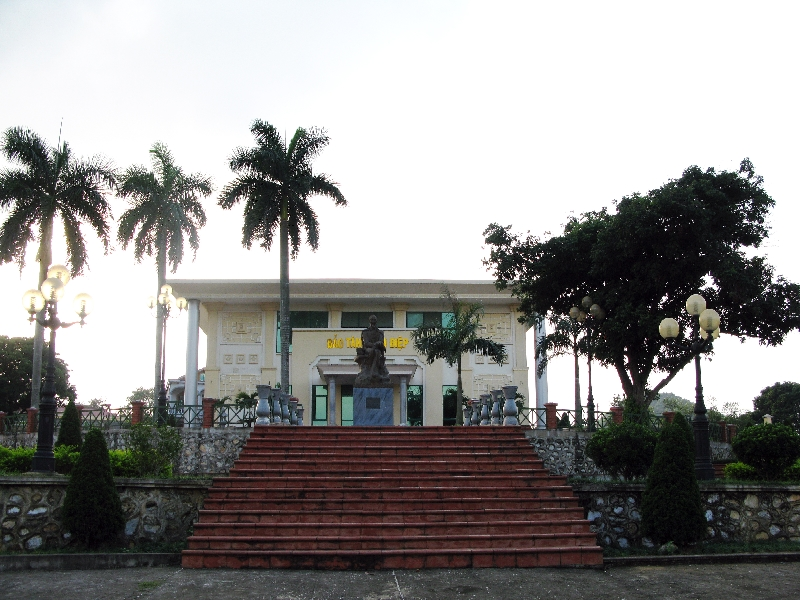
Bảo tàng thành phố Tam Điệp

Tam Điệp nằm cách phường Hoa Lư - trung tâm tỉnh lỵ Ninh Bình 17 km về phía Nam, có vị trí địa lý:
- Phía đông giáp phường Trung Sơn.
- Phía tây giáp xã Phú Long.
- Phía bắc giáp phường Yên Sơn.
- Phía nam giáp xã Vân Du và xã Thành Vinh của tỉnh Thanh Hóa.

Phường Tam Điệp	có diện tích:	41,2	km², 	dân số:	26.845	người, mật độ dân số: 	652	người/km². 	Đây là đơn vị có diện tích xếp thứ:	13	, số dân xếp thứ: 	90	và mật độ dân số xếp thứ: 	118	trong số 129 xã, phường ở Ninh Bình.
Phường này nằm trên Quốc lộ 1, 12B, 21B, Đường cao tốc Bắc – Nam.

## Lịch sử

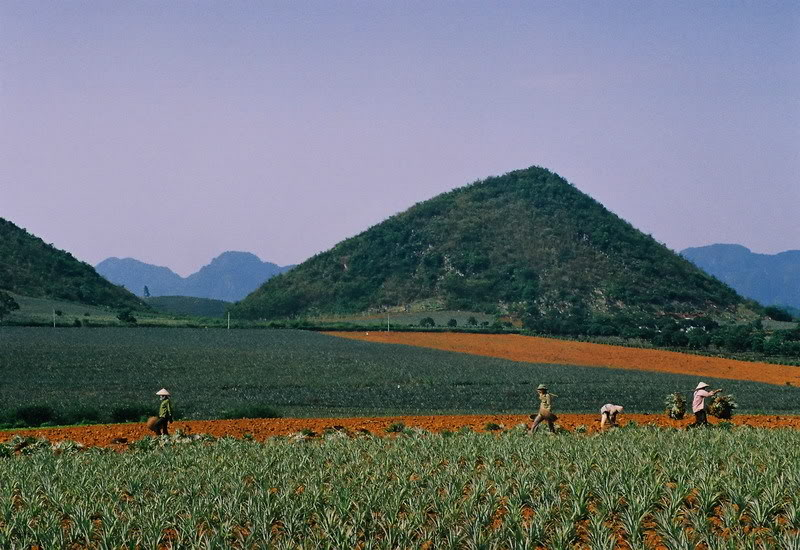
Nông trường dứa Đồng Giao

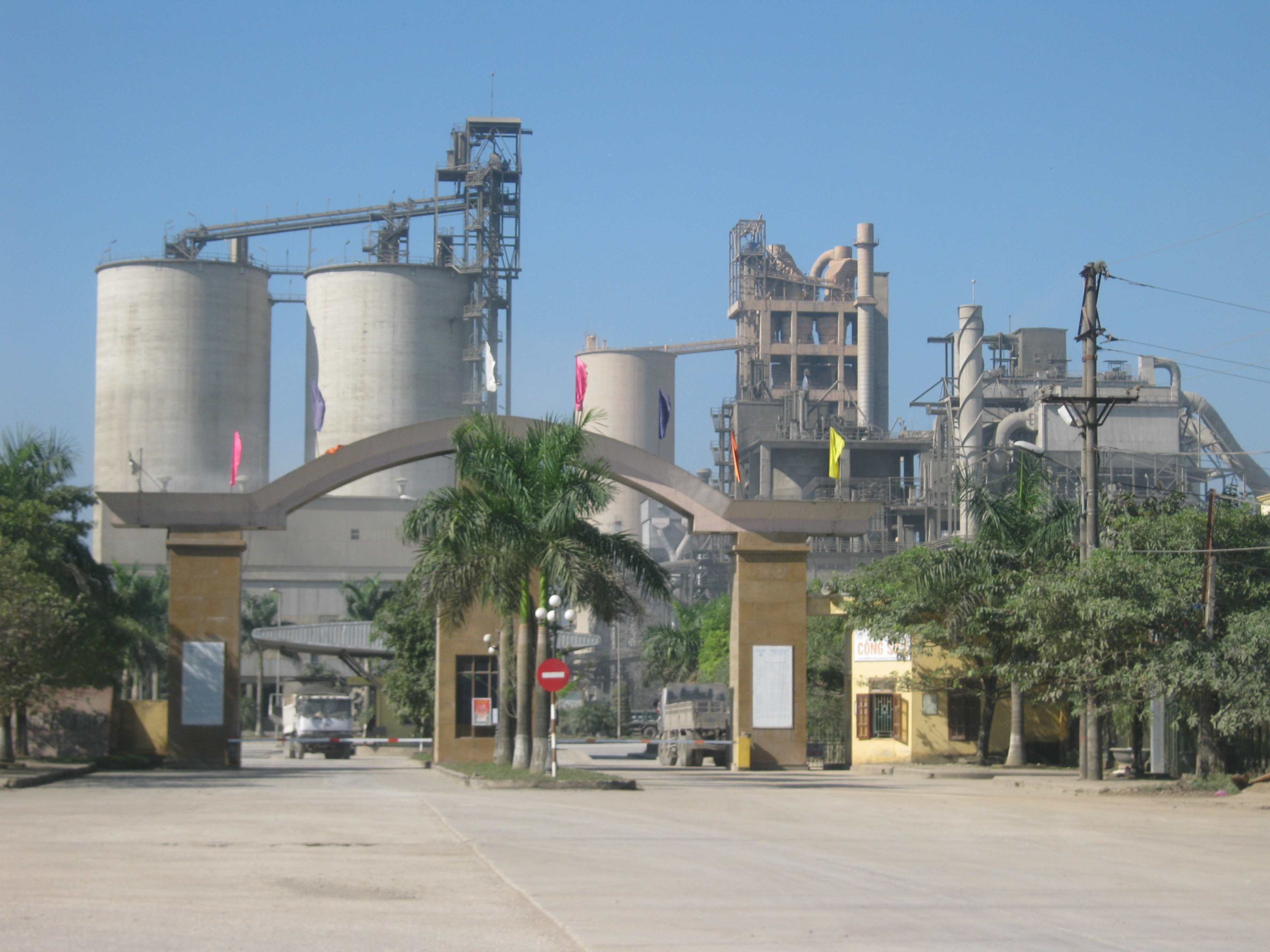
Nhà máy xi măng Tam Điệp

Theo Nghị quyết số 1674/NQ-UBTVQH15 ngày 16/6/2025 về sắp xếp các đơn vị hành chính cấp xã của tỉnh Ninh Bình năm 2025, Sắp xếp toàn bộ diện tích tự nhiên, quy mô dân số của phường Bắc Sơn, phường Tây Sơn và xã Quang Sơn thành phường mới có tên gọi là phường Tam Điệp.